# Lennart Johansson (radiofysiker)
Karl Erik Lennart Johansson, född 15 november 1951, död 5 mars 2020 i Tegs distrikt, var en svensk sjukhusfysiker, professor i radiofysik och strålskyddsexpert.

## Biografi
Johansson disputerade 1985 på en avhandling som behandlade patientstråldoser vid undersökningar med radioaktiva läkemedel. Hans avhandling blev 1987 ett viktigt bidrag till den internationella strålskyddskommissionens (ICRP:s) publikation "Radiation Dose to Patients from Radiophamaceuticals", i vars arbetsgrupp Johansson varit medlem alltsedan starten 1981.
Han utnämndes 1996 till docent i radiofysik och 2010 till professor vid institutionen för strålningsvetenskaper vid Umeå universitet. Sedan 2008 ingick Johansson i Kärnavfallsrådets expertgrupp, där hans arbete bland annat var inriktat på låg- och medelaktivt kärnavfall och på frågan om verkningarna av låga stråldoser på människa och miljö. Han bidrog även till kunskapsuppbyggnaden när det gäller planeringen av mätprogram för ett framtida slutförvar för använt kärnbränsle och var Kärnavfallsrådets representant i det internationella arbetet på detta område.
Han var medlem i Kungliga Vetenskapsakademiens Nationalkommitté för strålskyddsforskning sedan 1997.
Johansson är begravd på Röbäcks kyrkogård i Umeå.